# Lothar Müthel
Lothar Max Müthel (Berlim, 18 de fevereiro de 1896 - 4 de setembro de 1964) foi um ator e diretor alemão. Müthel trabalhou na escola de teatro de Max Reinhardt, Berlim. Com o regime do Terceiro Reich, Müthel foi apontado como diretor do Teatro Burg de Viena, uma posição que ocupou entre 1939 até 1945.
Müthel morreu em Frankfurt, aos 68 anos.